# Comanche Station
Pour plus de détails, voir Fiche technique et Distribution.
Comanche Station est un western américain réalisé par Budd Boetticher sorti en 1960. Il s'agit du dernier opus du cycle Ranown.

## Synopsis

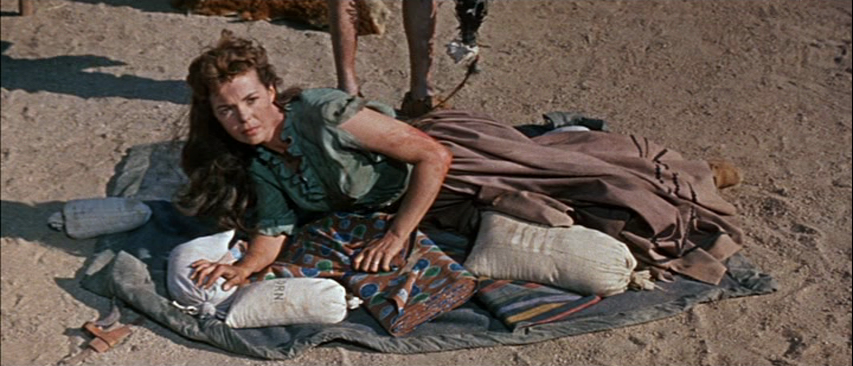
Nancy Lowe captive des indiens

Jefferson Cody se rend chez les Indiens pour leur racheter une femme blanche qu'ils gardent captive. Celle-ci lui apprend se nommer Nancy Lowe. Sur le chemin du retour, ils sont rejoints par Ben Lane et ses deux hommes de main, Frank et Dobie. Ils fuyaient tous les trois une bande d'Indiens qui les pourchassaient pour venger des opérations de scalps à leur encontre et dont les Blancs étaient coutumiers.
Lane apprend à Mrs Lowe que son mari a promis 5 000 $ à quiconque la ramènerait chez lui. Bien que Jeff affirme ne pas avoir connaissance de cette récompense, elle n'en croit pas un mot et perd la gratitude qu'elle avait pour son sauveur.
Lane envisage de se débarrasser de Jeff pour empocher la prime. De plus, il apprend à Frank et Dobie que pour éviter le témoignage de Mrs Lowe, il compte profiter du fait que la récompense est valable qu'elle soit morte ou vive.
Le jeune Dobie n'est pas à l'aise à l'idée de tuer une femme et doute de ce qu'il veut faire. Il apprend à Mrs Lowe que Jefferson Cody est un homme qui cherche désespérément sa femme capturée par les Indiens depuis 10 ans. Il se rend partout où il entend qu'une blanche est à vendre.

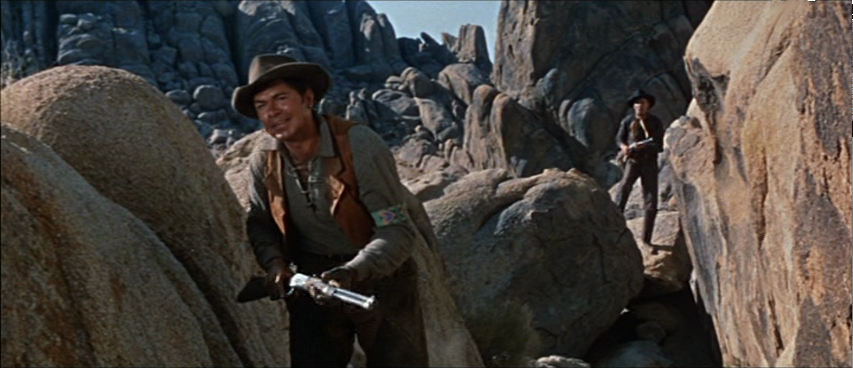
Duel entre Cody et Lane

Les cinq protagonistes doivent dans un premier temps rester soudés pour faire face aux hostilités indiennes ayant cours dans la région. Ils se font toutefois surprendre par un groupe de guerriers et Frank le paie de sa vie.
Afin de mettre un terme aux projets du bandit, Jeff profite de la nuit et prend Ben et Dobie par surprise, puis les oblige à partir. Alors que ceux-ci s'éloignent de Mrs Lowe et du butin qui lui est associé, Dobie se sent soulagé d'avoir perdu la partie. Il est libéré du poids du meurtre qu'il ne voulait pas commettre. Mais Ben ne l'entend pas de cette oreille et décide de tendre un piège à Jeff. Dobie tente de quitter son boss, mais celui-ci l'abat alors froidement dans le dos. Alertés par le coup de fusil, Jeff et Mrs Lowe évitent le piège et tuent Ben Lane.
Finalement, Jeff ramène Mrs Lowe chez elle et apprend pourquoi son mari n'est pas parti lui-même à la recherche de sa femme : il est aveugle.

## Fiche technique
- Titre original : Comanche Station
- Titre alternatif : La prisonnière des Comanches (Belgique)
- Réalisation : Budd Boetticher
- Scénario : Burt Kennedy
- Direction artistique : Carl Anderson
- Décors : Frank A. Tuttle
- Photographie : Charles Lawton Jr.
- Son : George Cooper
- Montage : Edwin Bryant
- Musique : Mischa Bakaleinikoff
- Production : Budd Boetticher
- Production exécutive : Harry Joe Brown
- Société de production : Ranown Pictures
- Société de distribution : Columbia Pictures
- Pays d'origine :  États-Unis
- Langues originales : anglais, dialectes indiens
- Format : couleur (Eastmancolor) — 35 mm — 2,35:1 (CinemaScope) — son mono (RCA Sound Recording)
- Genre : western
- Durée : 74 minutes
- Dates de sortie : 
  - Royaume-Uni : 15 février 1960 (première à Londres)
  - France : 11 décembre 1968
- Affiche : Jean Mascii (France)

## Distribution
- Randolph Scott (VF : Jean-Claude Michel) : Jefferson Cody
- Nancy Gates (VF : Annie Balestra) : Nancy Lowe
- Claude Akins (VF : Edmond Bernard) : Ben Lane
- Skip Homeier (VF : Claude Rollet) : Frank
- Richard Rust (VF : Marc François) : Dobie
- Rand Brooks : l'homme de la station relais

## Lieux de tournage
Le film est tourné à Alabama Hills.